# Vlag van Loja

Vlag van Loja

De vlag van Loja bestaat uit vijf horizontale banden in de kleurencombinatie rood-blauw-geel-blauw-rood in de verhouding 2:1:2:1:2, en het rood en geel worden gescheiden door nog twee kleine banen, de sterren, die de kantons van de provincie Loja voorstellen.

Vlag van Loja zonder sterren

Vlag van Loja volgens Smith

De vlag kent enkele varianten, dus vijf horizontale banden in de kleurencombinatie rood-blauw-geel-blauw-rood in de verhouding 1:1:2:1:1, gescheiden door nog twee kleine banen. In het midden een boog met tien witte sterren. In sommige versies wordt het wapen van Loja in de vlag (zonder sterren) geplaatst.
Volgens Spectrum Vlaggenboek meldt dat de vlag bestaat uit vijf horizontale banden in de kleurencombinatie rood-blauw-geel-blauw-rood.